# Orós Alto
Orós Alto es una localidad española perteneciente al municipio de Biescas, en el Alto Gállego, provincia de Huesca, Aragón. En el año 2020, la localidad contaba con 22 habitantes. La actividad económica esta fundamentalmente ligada a la ganadería vacuna, así como al sector terciario debido a la implantación de varias casas dedicadas al turismo rural y la hípica Cuadras Arriel.